# The History of the Standard Oil Company
The History of the Standard Oil Company é um livro escrito pela jornalista Ida Tarbell em 1904.